# 버크셔주

버크셔주의 위치

버크셔주(Berkshire)는 영국 잉글랜드 남부에 있는 주로 주도는 레딩이며 면적은 1,262km2, 인구는 863,800명(2014년 기준), 인구 밀도는 684명/km2이다. 북쪽으로는 옥스퍼드셔주, 북동쪽으로는 버킹엄셔주, 동쪽으로는 그레이터런던, 남동쪽으로는 서리주, 남쪽으로는 햄프셔주, 서쪽으로는 윌트셔주와 접한다. 농업과 목축이 발달했으며 특히 돼지 사육으로 유명하다.
버크셔주는 알프레드 대왕의 고향이다.

## 구역
1. 웨스트버크셔 (West Berkshire) (Unitary)
2. 레딩 (Reading district) (Unitary)
3. 오킹엄 (Wokingham district) (Unitary)
4. 브랙널포리스트 (Bracknell Forest) (Unitary)
5. 윈저 메이든헤드 왕립구 (Royal Borough of Windsor and Maidenhead) (Unitary)
6. 슬라우 (Slough) (Unitary)

## 인구
| 연도  | 인구    | ±%     |
| ----- | ------- | ------ |
| 1831  | 146,234 | —      |
| 1841  | 161,759 | +10.6% |
| 1851  | 170,065 | +5.1%  |
| 1861  | 176,256 | +3.6%  |
| 1871  | 196,475 | +11.5% |
| 1881  | 218,363 | +11.1% |
| 1891  | 238,709 | +9.3%  |
| 1901  | 252,571 | +5.8%  |
| 1951  | 404,000 | +60.0% |
| 1983  | 680,000 | +68.3% |
| 출처: |         |        |